# 赵坤 (游泳运动员)
赵坤（1973年1月10日—），河北人，前中国国家游泳队选手。

## 生平
曾参加1992年在巴塞罗那举行的第25届奥运会，与队友合作摘取4×100米女子自由泳接力银牌。2008年北京奥运会前夕，她獲選成为其中一位火炬手传递奥运圣火。2012年在加拿大多伦多创建飞鱼游泳俱乐部。

## 外部連結
- http://www.iask.ca/plus/view.php?aid=174149%5B%5D